# 1929
1929. је била проста година.

## Догађаји

### Јануар
- 6. јануар — Краљ Срба, Хрвата и Словенаца Александар I Карађорђевић укинуо је Видовдански устав, распустио Народну скупштину и завео личну власт у држави, што је означило почетак Шестојануарске диктатуре, којом је краљ Александар укинуо парламентарни живот и увео лични режим заснован на идеји „интегралног југословенства”. Краљевина Срба, Хрвата и Словенаца добија назив Краљевина Југославија (а тиме Александар постаје краљ Југославије), тако да је промењена њена територијална организација увођењем девет административних јединица (Дравска бановина, Дринска бановина, Моравска бановина, Приморска бановина, Савска бановина, Вардарска бановина, Врбаска бановина и Зетска бановина). Београд са Панчевом и Земуном представљао је посебно управно подручје.

### Фебруар
- 11. фебруар — Потписан је Латерански споразум између Италије и Свете столице, којим је створена независна папска држава Ватикан.
- 14. фебруар — Ал Капонеови гангстери у Чикагу убили седам чланова ривалске банде Багса Морена да би спречили крађу кријумчареног вискија, „Масакр на дан светог Валентина“.

### Март
- 4. март — Херберт Хувер инаугурисан за 31. председника САД.
- 24. март — Радио Београд почео емитовање програма.

### Април
- 20. април — Софијска декларација је потписана у Софији, са једне стране потписале вође Усташа — Хрватског ослободилачког покрета Анте Павелић и Густав Перчец, а са друге Национални комитет Савеза македонских емигрантских организација, која је у пракси представљала као Унутрашња македонска револуционарна организација. У документу се наводи да ће обе организације координисати своје правне делатности.

### Мај
- 16. мај — У Холивуду додељене прве награде Америчке филмске академије, од 1931. познате као „Оскар“.

### Јун
- 7. јун — Италијански парламент је ратификовао Латерански споразум, чиме је успостављен Ватикан у Риму.

### Август
- 8. август — Немачка летелица Граф Цепелин започела је пут око света.

### Октобар
- 3. октобар — Краљ Александар променио име „Краљевина Срба, Хрвата и Словенаца“ у „Краљевина Југославија“ после једне државске кризе.
- 24. октобар — Црни четвртак. Слом Њујоршке берзе и почетак светске економске кризе.
- 29. октобар — Крах Њујоршке берзе, познат као „црни уторак“, означио почетак велике кризе која је уздрмала темеље америчке привреде, а касније се проширила на цео свет.

### Децембар
- 27. децембар — Декулакизација  У Совјетском Савезу започета кампања политичких репресија, укључујући хапшења, депортације или погубљења милиона кулака (богатих сељака ) и њихових породица. Прерасподела пољопривредног земљишта се интезивира у периоду прве петолетке 1929— 1932.  Да би олакшала експропријацију пољопривредног земљишта, совјетска влада је приказивала кулаке као класне непријатеље Совјетског Савеза.

### Датум непознат
- Википедија:Непознат датум — У свим општинама, па тако и у граду Београду изабране општинске органе смењују од стране краља постављени председници општина.

## Рођења

### Јануар
- 3. јануар — Серђо Леоне, италијански редитељ, сценариста и продуцент (прем. 1989)
- 15. јануар — Мартин Лутер Кинг, амерички свештеник и борац за грађанска права (прем. 1968)

### Фебруар
- 15. фебруар — Грејам Хил, британски аутомобилиста, возач Формуле 1 (прем. 1975)
- 22. фебруар — Џејмс Хонг, амерички глумац, редитељ, сценариста и продуцент

### Март
- 4. март — Сава Мрмак, српски редитељ и сценариста (прем. 2002)
- 13. март — Борис Бузанчић, хрватски глумац и политичар (прем. 2014)
- 28. март — Драган Лаковић, српски глумац (прем. 1990)
- 28. март — Предраг Лаковић, српски глумац (прем. 1997)

### Април
- 1. април — Милан Кундера, француски књижевник (†2023)
- 8. април — Жак Брел, белгијски музичар, песник, глумац, редитељ и сценариста (прем. 1978)
- 24. април — Андре Даригад, француски бициклиста

### Мај
- 1. мај — Ралф Дарендорф, немачко-британски социолог, филозоф, политиколог и либерални политичар (прем. 2009)
- 4. мај — Одри Хепберн, енглеска глумица и хуманитарка (прем. 1993)
- 17. мај — Бранко Зебец, југословенски и хрватски фудбалер и фудбалски тренер (прем. 1988)
- 31. мај — Љуба Тадић, српски глумац (прем. 2005)

### Јун
- 4. јун — Каролос Папуљас, грчки политичар, председник Грчке (2005—2015) (прем. 2021)
- 17. јун — Тигран Петросјан, јерменски шахиста (прем. 1984)
- 23. јун — Џун Картер Кеш, америчка музичарка, глумица, плесачица и комичарка (прем. 2003)
- 23. јун — Стеван Шалајић, српски глумац (прем. 2002)

### Август
- 2. август — Душан Вујисић, српски глумац (прем. 1977)
- 16. август — Бил Еванс, амерички џез пијаниста и композитор (прем. 1980)
- 16. август — Хелмут Ран, немачки фудбалер (прем. 2003)
- 20. август — Миодраг Радовановић, српски глумац (прем. 2019)
- 21. август — Тома Јовановић, српски глумац (прем. 2012)
- 23. август — Золтан Цибор, мађарски фудбалер (прем. 1997)
- 24. август — Јасер Арафат, суоснивач и председник Палестинске ослободилачке организације (1969—2004), председник Палестинске Народне Самоуправе (1994—2004), добитник Нобелове награде за мир (1994). (прем. 2004)

### Септембар
- 5. септембар — Андријан Николајев, совјетски космонаут, трећи човек који је боравио у свемиру (прем. 2004)
- 5. септембар — Боб Њухарт, амерички глумац и комичар (прем. 2024)
- 25. септембар — Барбара Волтерс, америчка новинарка, ТВ водитељка, продуценткиња и списатељица (прем. 2022)

### Октобар
- 8. октобар — Диди, бразилски фудбалер и фудбалски тренер (прем. 2001)
- 16. октобар — Фернанда Монтенегро, бразилска глумица
- 22. октобар — Лав Јашин, совјетски фудбалски голман (прем. 1990)
- 28. октобар — Џоун Плаурајт, енглеска глумица (прем. 2025)
- 30. октобар — Душан Тадић, српски глумац (прем. 2007)
- 31. октобар — Бад Спенсер, италијански глумац, сценариста, пливач и ватерполиста (прем. 2016)

### Новембар
- 4. новембар — Мира Бањац, српска глумица
- 5. новембар — Бора Тодоровић, српски глумац (прем. 2014)
- 9. новембар — Имре Кертес, мађарски писац, добитник Нобелове награде за књижевност (2002) (прем. 2016)
- 12. новембар — Грејс Кели, америчка глумица и кнегиња од Монака (прем. 1982)
- 15. новембар — Ед Аснер, амерички глумац (прем. 2021)
- 17. новембар — Ранко Жеравица, српски кошаркашки тренер (прем. 2015)
- 29. новембар — Рената Улмански, српска глумица

### Децембар
- 9. децембар — Џон Касаветес, амерички глумац, редитељ и сценариста (прем. 1989)
- 12. децембар — Џон Озборн, енглески драматург, сценариста и глумац (прем. 1994)
- 13. децембар — Кристофер Пламер, канадски глумац. (прем. 2021)
- 23. децембар — Чет Бејкер, амерички џез музичар, најпознатији као трубач и певач (прем. 1988)

## Смрти

### Фебруар
- 27. фебруар — Фрајхер Хуго фон Хаберман, сликар (*1849)

### Март
- 17. март — Антони Ланге, пољски књижевник, филозоф, новинар и преводилац

### Април
- 8. април — Карл Ауер, аустријски хемичар (* 1858)
- 29. април — Степа Степановић, српски и југословенски војвода (*1856)

### Мај
- 19. мај — Драгомир Кранчевић, српски виолиниста и концертмајстор Пештанске опере.

### Август
- 8. август — Арчибалд Рајс, швајцарски криминолог.

### Децембар
- Википедија:Непознат датум — Милан Антоновић, српски архитекта. (* 1850)

## Нобелове награде
- Физика — Луј де Брољ
- Хемија — Артур Харден, Ханс Карл Аугуст Симон фон Ојлер-Хелпин
- Медицина — Кристијан Ајкман и Сер Фредерик Гауланд Хопкинс
- Књижевност — Томас Ман
- Мир — Франк Б. Келог (САД)
- Економија — Награда у овој области почела је да се додељује 1969. године